# Khian Sea
Le Khian Sea est le nom d'un cargo impliqué dans une affaire d'exportation de déchets toxiques.

## Histoire
Le 31 août 1986, le cargo « Khian Sea », enregistré au Liberia, était chargé de plus de 14 000 tonnes de cendres toxiques en provenance des incinérateurs de Philadelphie. La ville avait auparavant tenté de l'envoyer au New Jersey mais l'État refusait d'en accepter de nouveau depuis 1984.
Les compagnies responsables des déchets, Joseph Paolino and Sons, Amalgamated Shipping and Coastal Carrier, tentèrent de se débarrasser du chargement sur une île artificielle des Bahamas, mais le gouvernement bahamien éloigna le cargo, et la ville de Philadelphie retint le paiement de la compagnie pour non exécution des engagements contractuels.
Durant les 16 mois qui suivirent, le « Khian Sea » chercha dans tout l'océan Atlantique un endroit où vider son chargement. Le Honduras, la République dominicaine, Panama, les Bermudes ou la Guinée-Bissau en outre refusèrent. Impossible pour le cargo de revenir à Philadelphie. En janvier 1988, l'équipage déversa 4 000 tonnes de déchets à Haïti en tant qu'engrais, alors que les cendres étaient trop toxiques pour cet usage. Quand Greenpeace informa le gouvernement haïtien de la véritable nature du dépôt, le ministre du commerce ordonna à l'équipage de reprendre les déchets mais le cargo s'en était déjà allé. Le gouvernement interdit dès lors toute importation de déchets. Des équipes de nettoyage locale ramassèrent donc les déchets et les enterrèrent dans un souterrain.
Puis l'équipage du « Khian Sea » tenta de déverser le reste de son chargement au Sénégal, au Maroc, en Yougoslavie, au Sri Lanka et à Singapour. Après des réparations en Yougoslavie, le navire changea de nom pour « Felicia », enregistré au Honduras. Puis il fut renommé plus tard « Pelicano ». Ces changements ne purent pas masquer l'identité originale du navire. 
Le reste des cendres disparurent en route entre Singapour et le Sri Lanka en novembre 1988. L'équipage ne fit aucun commentaire, mais le capitaine du navire finit par admettre qu'ils avaient largué le reste des cendres, plus de 10 000 tonnes, dans l'océan Atlantique et l'océan Indien. En 1993, les deux propriétaires du « Coastal Carrier » furent condamnés pour parjure, ayant ordonné le déversement des déchets.
Au fil des ans, les nombreuses tentatives de rendre les cendres laissées à Haïti furent un échec.

## Conséquences
Le cas aida à la création de la convention de Bâle à propos du transfert des déchets dangereux.